# Liste der Biografien/Groh
Liste der Biografien |
Portal Biografien |
Personensuche
# |
A |
B |
C |
D |
E |
F |
G |
H |
I |
J |
K |
L |
M |
N |
O |
P |
Q |
R |
S |
T |
U |
V |
W |
X |
Y |
Z |
?
 
Ga |
Gb |
Gc |
Gd |
Ge |
Gf |
Gh |
Gi |
Gj |
Gk |
Gl |
Gm |
Gn |
Go |
Gp |
Gq |
Gr |
Gs |
Gu |
Gv |
Gw |
Gy |
Gz
 
Gra |
Grb–Grd |
Gre |
Grg |
Gri |
Grj |
Grk |
Grl |
Grm |
Gro |
Grs |
Gru |
Gry |
Grz
 
Groa |
Grob |
Groc |
Grod |
Groe |
Grof |
Grog |
Groh |
Groi |
Groj |
Grok |
Grol |
Grom |
Gron |
Groo |
Grop |
Gros |
Grot |
Grou |
Grov |
Grow |
Groy |
Groz
Die Liste der Biografien führt alle Personen auf, die in der deutschsprachigen Wikipedia einen Artikel haben. Dieses ist eine Teilliste mit 106 Einträgen von Personen, deren Namen mit den Buchstaben „Groh“ beginnt.

## Groh
- Groh, Annette (* 1974), deutsche Verwaltungsjuristin
- Groh, August (1871–1944), deutscher Kunstmaler
- Groh, Brigitte (1966–1997), deutsche Eiskunstläuferin
- Groh, Christoph (* 1924), österreichischer Neuropädiater und Epileptologe
- Gróh, Dániel (* 1951), ungarischer Prähistoriker und Provinzialrömischer Archäologe
- Groh, David (1939–2008), US-amerikanischer Schauspieler
- Groh, Dennis Edward (1939–2023), US-amerikanischer Christlicher Archäologe
- Groh, Dieter (1932–2012), deutscher Historiker
- Groh, Fritz (1878–1949), deutscher Turnpionier, Leipziger Turn- und Sportdirektor, Gründer und Leiter einer Musterschule für Frauenturnen
- Groh, Hans (1809–1874), Bürgermeister und Mitglied der kurhessischen Ständeversammlung
- Groh, Herbert Ernst (1906–1982), Schweizer Sänger (Tenor)
- Groh, Johann, deutscher Organist und Komponist
- Groh, Johann Adam (1824–1881), deutscher Pfarrer und Mitbegründer der landwirtschaftlichen Genossenschaftsvereine in Hessen
- Groh, Johannes (1786–1857), deutscher katholischer Priester, Seminarregens und Domkapitular in der Diözese Speyer
- Groh, Jürgen (* 1956), deutscher Fußballspieler
- Groh, Kathrin (* 1969), deutsche Rechtswissenschaftlerin und Hochschullehrerin
- Groh, Klaus (* 1936), deutscher Künstler und Buchautor
- Groh, Klaus (* 1954), deutscher Gewichtheber
- Groh, Manfred (* 1948), deutscher Politiker (CDU), MdL
- Groh, Mathias (* 2002), deutscher Basketballspieler
- Groh, Muck (* 1946), deutscher Musiker
- Groh, Otmar (1933–2014), deutscher Fußballspieler
- Groh, Peter, deutscher Automobilrennfahrer
- Groh, Peter (* 1975), deutscher Fußballspieler
- Groh, Ruth (1934–2021), deutsche Übersetzerin, Lektorin, Literatur- und Kulturwissenschaftlerin
- Groh, Stefan (* 1964), österreichischer provinzialrömischer Archäologe
- Groh, Vladimír (1895–1941), tschechischer Klassischer Philologe und Historiker, Hochschulprofessor, Widerstandskämpfer gegen das NS-Regime
- Groh, Werner (1919–2011), deutscher Architekt
- Groh, Wilhelm (1890–1964), deutscher Rechtswissenschaftler und Hochschullehrer
- Groh-Kummerlöw, Grete (1909–1980), deutsche Gewerkschafterin und Politikerin (KPD, SED), MdV, Präsidiumsmitglied der Volkskammer
- Groh-Samberg, Olaf (* 1971), deutscher Soziologe

### Groha
- Grohar, Ivan (1867–1911), slowenischer Maler

### Grohe
- Grohe, Clemens (1829–1900), deutscher Kaufmann und Politiker
- Grohé, Friedrich (1830–1886), deutscher Pathologe und Hochschullehrer in Greifswald
- Grohe, Friedrich (1904–1983), deutscher Unternehmer und Gründer der Grohe AG
- Grohé, Georg (1846–1919), deutscher Rittergutsbesitzer und Politiker (DtVP), MdR
- Grohe, Georg Friedrich (1750–1820), deutscher Kaufmann
- Grohe, Hans (1871–1955), deutscher Unternehmer
- Gröhe, Hermann (* 1961), deutscher Politiker (CDU), MdBHermann Gröhe (* 1961)

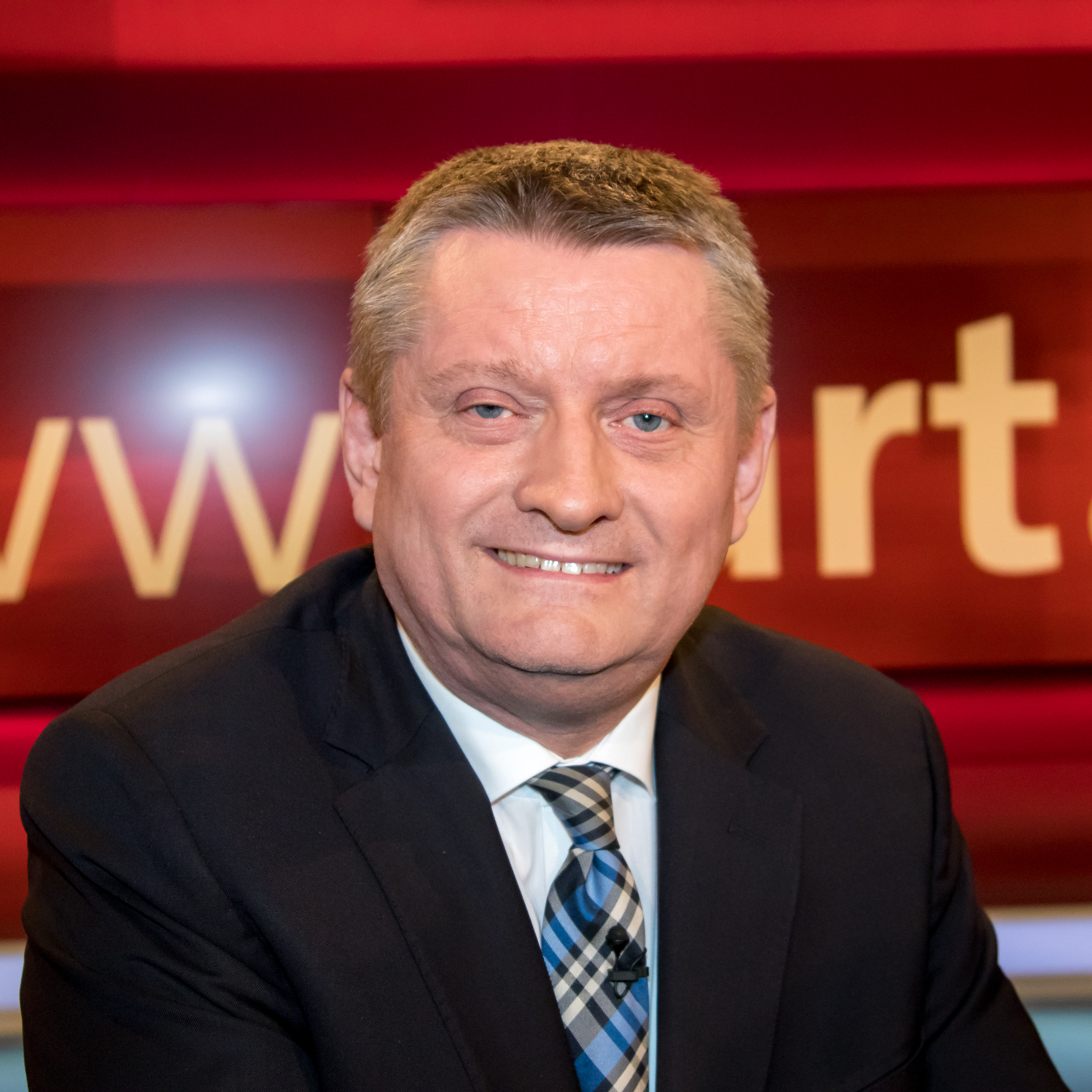
Hermann Gröhe (* 1961)

- Grohe, Jacobine (1866–1948), deutsche Theaterschauspielerin
- Grohe, Johannes (* 1954), deutscher katholischer Theologe und Historiker
- Grohé, Josef (1902–1987), deutscher Politiker (NSDAP), MdR, Gauleiter
- Grohe, Klaus (* 1934), deutscher Chemiker
- Grohe, Klaus (* 1937), deutscher Unternehmer
- Grohe, Marcelo (* 1987), brasilianischer Fußballtorhüter
- Grohé, Stefan (* 1964), deutscher Kunsthistoriker und Hochschullehrer

### Grohg
- Grohganz, Hans-Peter (* 1948), deutsches Todesopfer der Berliner Mauer

### Grohl
- Grohl, Dave (* 1969), US-amerikanischer MusikerDave Grohl (* 1969)

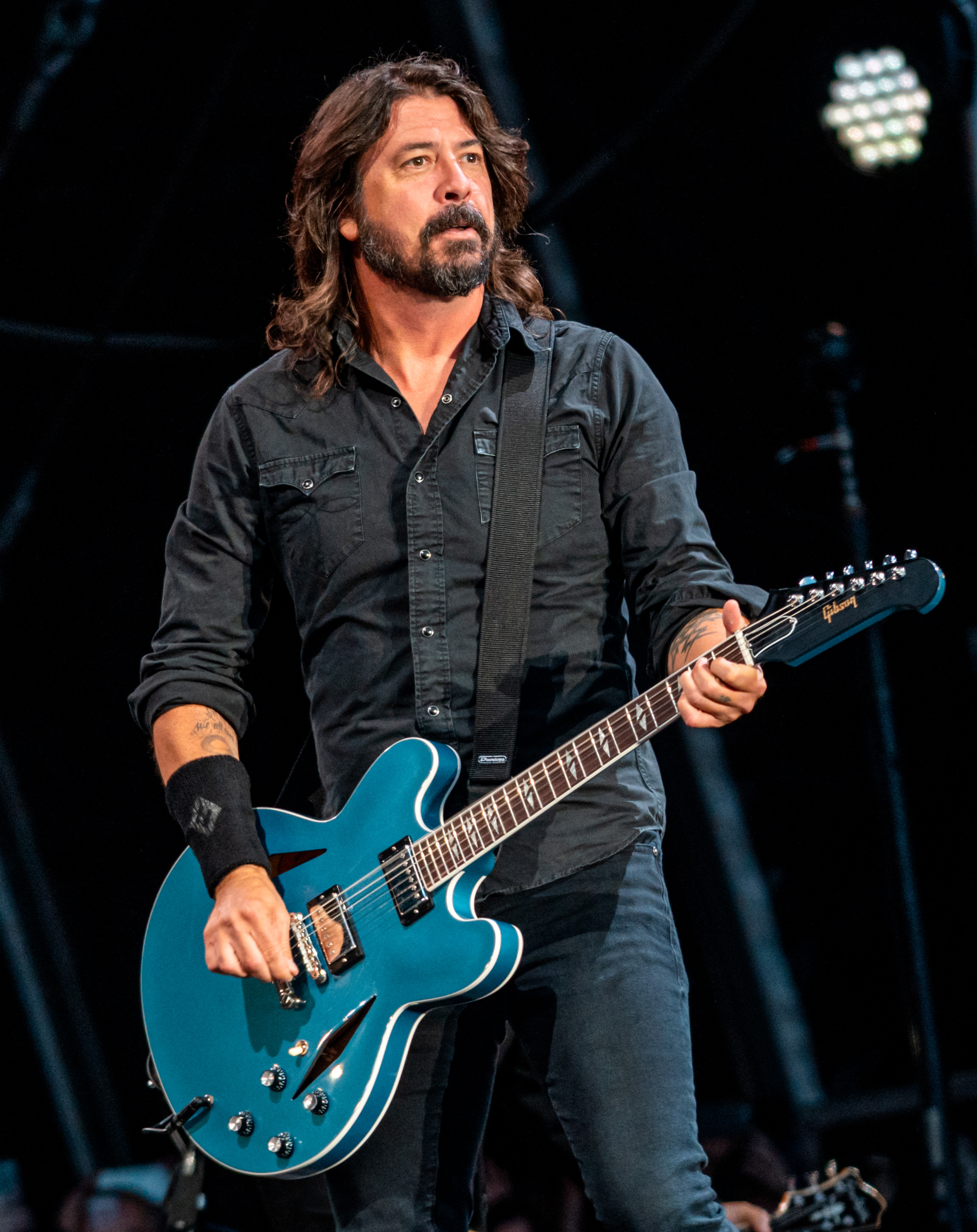
Dave Grohl (* 1969)

- Gröhl, Sascha (* 1977), deutscher Regisseur und Filmproduzent
- Gröhl, Wilhelm (1916–1985), deutscher Schauspieler und Regisseur
- Gröhler, Harald (* 1938), deutscher Schriftsteller
- Gröhler, Hermann (1862–1958), deutscher Romanist, Sprachwissenschaftler und Namenforscher, Lehrer
- Gröhler, Klaus-Dieter (* 1966), deutscher Politiker (CDU), MdB

### Grohm
- Grohmann, Adolf (1825–1895), mährischer Industrieller
- Grohmann, Adolf (1887–1977), österreichischer Semitist und Orientalist
- Grohmann, Anton (1887–1944), deutscher römisch-katholischer Geistlicher und Märtyrer
- Grohmann, Christoph (1955–2023), deutscher Kirchenmusiker, Orgeldozent und Konzertorganist
- Grohmann, Dieter Michael (* 1963), österreichischer Filmemacher und Medienkünstler
- Grohmann, Emil (1856–1905), österreichischer Industrieller
- Grohmann, Heinz (1921–2018), deutscher Statistiker und Demograph
- Grohmann, Herbert (1908–1988), deutscher Mediziner und Rassenhygieniker
- Grohmann, Herbert (* 1929), deutscher Gebrauchsgrafiker
- Grohmann, Ingrid (1942–2009), deutsche Historikerin und Archivarin
- Grohmann, Johann Christian August (1769–1847), Philosoph, Psychologe und Rhetoriker
- Grohmann, Josef Virgil (1831–1919), österreichischer und tschechischer Pädagoge deutscher Nationalität, Schriftsteller und Herausgeber
- Grohmann, Judith (* 1966), österreichische Journalistin
- Grohmann, Katharina (* 1987), deutsche Triathletin
- Grohmann, Kurt (1928–1974), deutscher Bildhauer in Weimar
- Grohmann, Manfred (* 1953), deutscher Bauingenieur
- Grohmann, Marianne (* 1969), österreichische Alttestamentlerin
- Grohmann, Max (1861–1925), deutscher Schuldirektor und Sachbuchautor
- Grohmann, Michaela (* 1964), deutsche Volleyball- und Beachvolleyballspielerin
- Grohmann, Olaf (* 1960), deutscher Historiker und Publizist, Verleger, Ausstellungsmacher und Fotograf
- Grohmann, Patricia (* 1990), deutsche Volleyballspielerin
- Grohmann, Paul (1838–1908), österreichischer AlpinistPaul Grohmann (1838–1908)

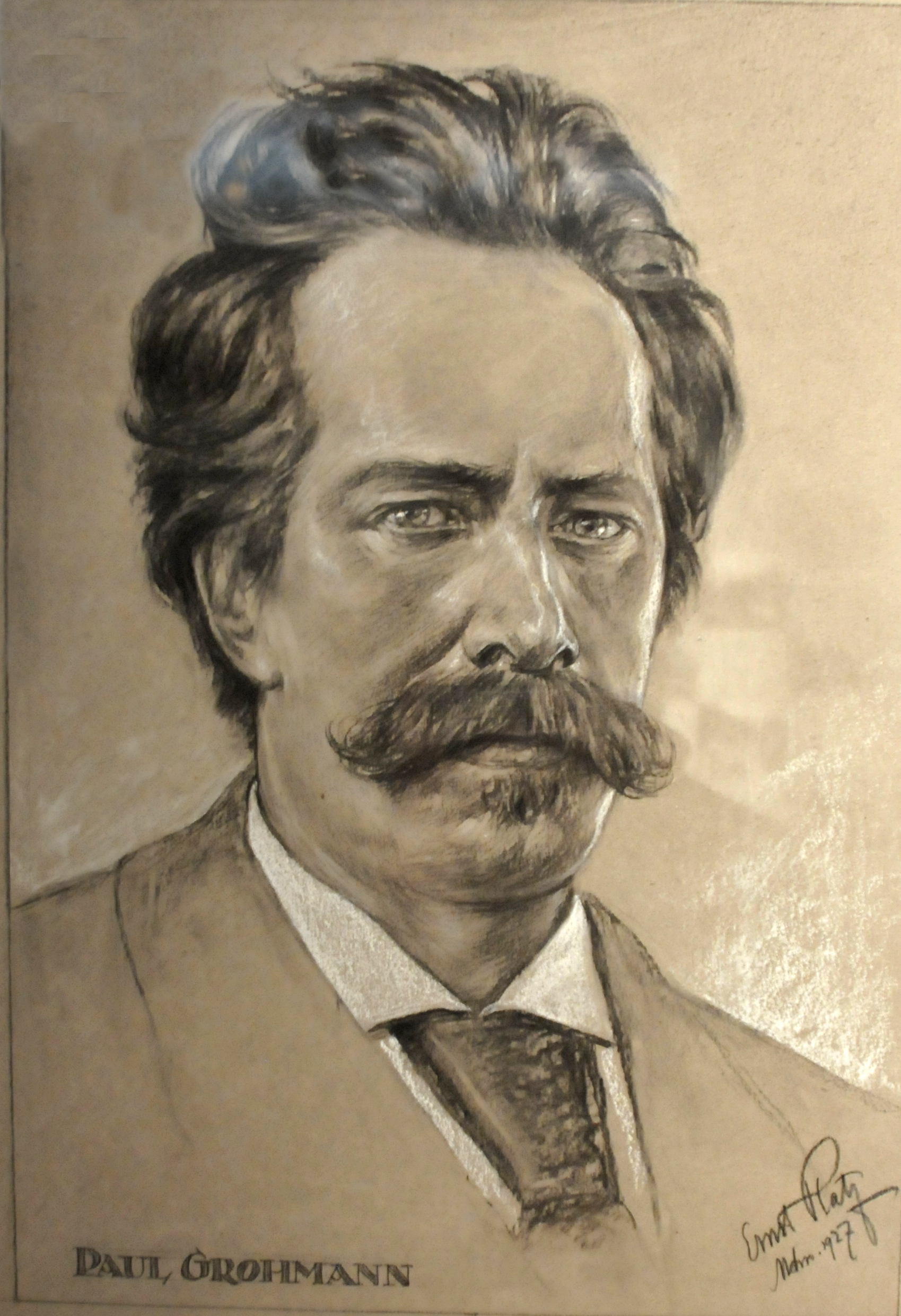
Paul Grohmann (1838–1908)

- Grohmann, Peter (* 1937), deutscher Kabarettist und Autor
- Grohmann, Reinhold (1877–1915), deutscher Maler
- Grohmann, Robert (1854–1907), österreichischer Industrieller
- Grohmann, Sabine (* 1961), deutsche Juristin
- Grohmann, Theodor (1844–1919), böhmischer Großindustrieller und Mäzen
- Grohmann, Tim (* 1988), deutscher Ruderer
- Grohmann, Will (1887–1968), deutscher Kunsthistoriker und KunstkritikerWill Grohmann (1887–1968)

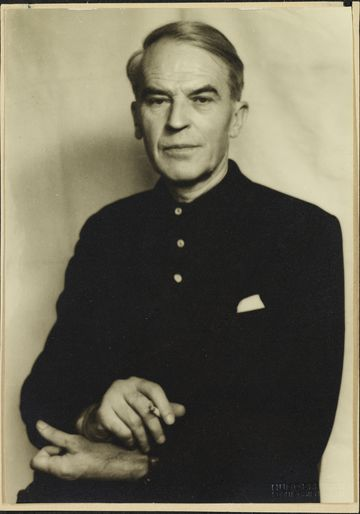
Will Grohmann (1887–1968)

### Grohn
- Gröhn, Enno (* 1996), deutscher Organist und Kirchenmusiker
- Grohn, Hans (1898–1972), deutscher Chemiker
- Grohn, Hans Werner (1929–2009), deutscher Kunsthistoriker
- Grohn, Marlon (* 1984), deutscher Autor, Blogger und Herausgeber
- Grohn, Ursel (1927–2020), deutsche Kunsthistorikerin
- Grohne, Ernst (1888–1957), deutscher Museumsdirektor

### Groho
- Grohotolsky, Michael, österreichischer Dirigent und Musikpädagoge
- Grohotolsky, Rudolf (1922–2013), österreichischer Politiker (ÖVP) und Bezirkshauptmann von Jennersdorf
- Grohová, Karolína (* 1990), tschechische Skilangläuferin

### Grohs
- Grohs, Alfred (1880–1935), deutscher Porträt-, Dokumentar und Pressefotograf
- Grohs, Friedrich (1917–1989), österreichischer Anwalt und Widerstandskämpfer
- Grohs, Gerhard (1929–2015), deutscher Soziologe und Afrikawissenschaftler
- Grohs, Günter (* 1958), deutscher Glasmaler und Gestalter von Paramenten
- Grohs, Hans (1892–1981), deutscher Expressionist
- Grohs, Harald (* 1944), deutscher Automobilrennfahrer und TeamchefHarald Grohs (* 1944)

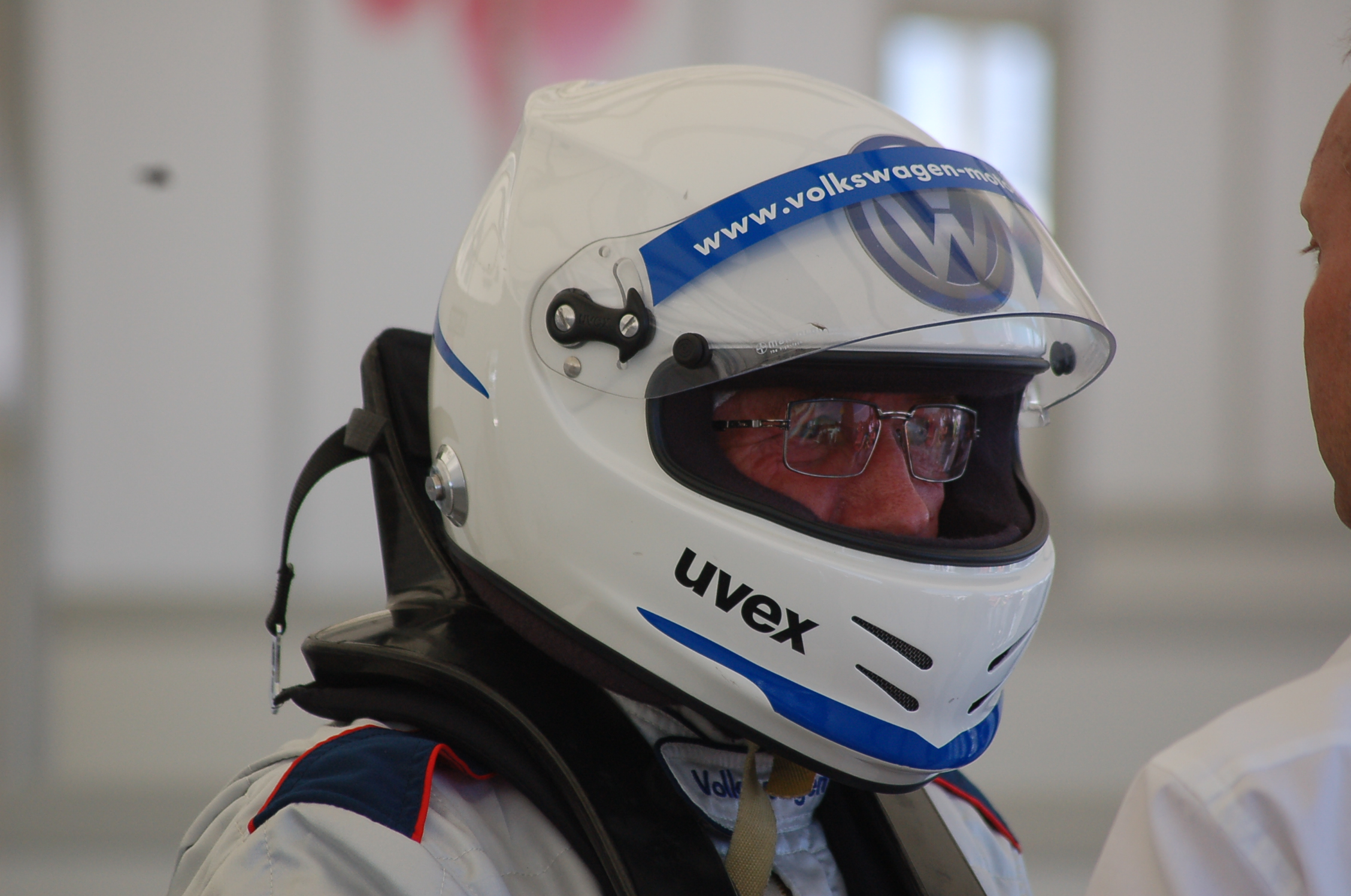
Harald Grohs (* 1944)

- Grohs, Henrike (1964–2016), deutsche Kulturmanagerin und Ethnologin
- Grohs, Maria Luisa (* 2001), deutsche Fußballtorhüterin
- Grohs, Silvia (1918–2009), österreichische Schauspielerin, Tänzerin und Chansonniére
- Grohs, Stephan, deutscher Politikwissenschaftler
- Grohs, Werner (1926–1972), deutscher LDPD-Funktionär
- Grohs-Hansen, Elma (1892–1981), deutsche Bildhauerin und Textilkünstlerin
- Grohskopf, Volker (1966–2024), deutscher Film-, Fernseh- und Theater-Regisseur

### Groht
- Groht, Johannes (* 1962), deutscher Fotograf und Grafiker
- Groht, Silke (* 1948), deutsche Politikerin (FDP), MdL